# Lega Nazionale A 2010-2011 (calcio femminile)
L'edizione 2010-2011 è stata la quarantunesima edizione del campionato svizzero della Lega Nazionale A di calcio femminile.

## Partecipanti
| Club             | Città             | Stadio                   | Capacità | Riassunto stagione |
| ---------------- | ----------------- | ------------------------ | -------- | ------------------ |
| Basilea          | Basilea           | Sportanlagen St. Jakob   | 2 000    | Dettagli 2010-2011 |
| Grasshopper      | Zurigo            | GC/Campus                | ?        | Dettagli 2010-2011 |
| Kriens           | Kriens            | Sportanlage Kleinfeld    | 5 100    | Dettagli 2010-2011 |
| San Gallo        | San Gallo         | Gründenmoos              | 4 500    | Dettagli 2010-2011 |
| Staad            | Staad di Thal     | Sportplatz Bützel        | 2 700    | Dettagli 2010-2011 |
| Rot-Schwarz Thun | Thun              | Arena Thun               | 10 000   | Dettagli 2010-2011 |
| Young Boys       | Berna             | Stade de Suisse Wankdorf | 32 000   | Dettagli 2010-2011 |
| Yverdon          | Yverdon-les-Bains | Stade Municipal          | 8 200    | Dettagli 2010-2011 |
| Zuchwil 05       | Zuchwil           | Sportzentrum Zuchwil     | 1 000    | Dettagli 2010-2011 |
| Zurigo           | Zurigo            | Eichrain                 | ?        | Dettagli 2010-2011 |

## Classifica
|  | Pos. | Squadra          | Pt | G  | V  | N | P  | GF | GS | DR  |
|  | ---- | ---------------- | -- | -- | -- | - | -- | -- | -- | --- |
|  | 1.   | Young Boys       | 43 | 18 | 13 | 4 | 1  | 59 | 19 | +40 |
|  | 2.   | Yverdon          | 41 | 18 | 12 | 5 | 1  | 51 | 17 | +34 |
|  | 3.   | Grasshopper      | 36 | 18 | 12 | 0 | 6  | 36 | 15 | +21 |
|  | 4.   | Zurigo           | 31 | 18 | 9  | 4 | 5  | 49 | 19 | +30 |
|  | 5.   | Basilea          | 28 | 18 | 7  | 7 | 4  | 39 | 27 | +12 |
|  | 6.   | Kriens           | 22 | 18 | 5  | 7 | 6  | 27 | 25 | +2  |
|  | 7.   | Staad            | 19 | 18 | 6  | 1 | 11 | 19 | 39 | -20 |
|  | 8.   | San Gallo        | 14 | 18 | 4  | 2 | 12 | 22 | 44 | -22 |
|  | 9.   | Zuchwil 05       | 14 | 18 | 3  | 5 | 10 | 14 | 41 | -27 |
|  | 10.  | Rot-Schwarz Thun | 4  | 18 | 1  | 1 | 16 | 11 | 81 | -70 |

Legenda:

      Qualificata al girone finale per il titolo svizzero.
 Va al play-off con le prime due qualificate della Lega Nazionale B.
Note:

Tre punti a vittoria, uno a pareggio, zero a sconfitta.

### Classifica marcatori
| Gol |  |  | Giocatore          | Squadra      |
| --- |  |  | ------------------ | ------------ |
| 17  |  |  | Veronica Maglia    | Young Boys   |
| 14  |  |  | Chantal Fimian     | Grasshoppers |
| 13  |  |  | Maeva Sarrasin     | Yverdon      |
| 12  |  |  | Kostoula Frangouli | Basilea      |
| 12  |  |  | Annina Spahr       | Young Boys   |
| 12  |  |  | Petra Tamagni      | Yverdon      |
| 10  |  |  | Cora Canetta       | Zurigo       |
| 8   |  |  | Michelle Probst    | Zuchwil      |
| 7   |  |  | Nadja Hegglin      | Kriens       |
| 7   |  |  | Ramona Lendenmann  | Zurigo       |
| 7   |  |  | Sandy Maendly      | Young Boys   |
| 7   |  |  | Selina Zumbühl     | Zurigo       |
| 7   |  |  | Manuela Zürcher    | Zurigo       |

## Girone finale
|  | Pos. | Squadra     | Pt | G | V | N | P | GF | GS | DR  |
|  | ---- | ----------- | -- | - | - | - | - | -- | -- | --- |
|  | 1.   | Young Boys  | 39 | 7 | 5 | 2 | 0 | 16 | 4  | +12 |
|  | 2.   | Yverdon     | 30 | 7 | 3 | 0 | 4 | 12 | 10 | +2  |
|  | 3.   | Basilea     | 30 | 7 | 5 | 1 | 1 | 24 | 10 | +14 |
|  | 4.   | Zurigo      | 29 | 7 | 4 | 1 | 2 | 14 | 8  | +6  |
|  | 5.   | Grasshopper | 23 | 7 | 1 | 2 | 4 | 6  | 18 | -12 |
|  | 6.   | Kriens      | 19 | 7 | 2 | 2 | 3 | 8  | 12 | -4  |
|  | 7.   | Staad       | 14 | 7 | 1 | 1 | 5 | 3  | 12 | -9  |
|  | 8.   | San Gallo   | 14 | 7 | 2 | 1 | 4 | 8  | 17 | -9  |

Legenda:

      Campione di Svizzera e ammesso alla UEFA Women's Champions League.
Note:

Tre punti a vittoria, uno a pareggio, zero a sconfitta.
I punti in classifica comprendono la metà dei punti conseguiti nell'andata arrotondati per difetto (esempio: Young Boys 43:2 = 21,5 (22) + 17 del girone finale = 39).

## Girone di relegazione/promozione
|  | Pos. | Squadra          | Pt | G | V | N | P | GF | GS | DR |
|  | ---- | ---------------- | -- | - | - | - | - | -- | -- | -- |
|  | 1.   | Schwyz           | 11 | 6 | 3 | 2 | 1 | 10 | 9  | +1 |
|  | 2.   | Schlieren        | 9  | 6 | 2 | 3 | 1 | 13 | 11 | +2 |
|  | 3.   | Zuchwil 05       | 7  | 6 | 1 | 4 | 1 | 8  | 8  | 0  |
|  | 4.   | Rot-Schwarz Thun | 3  | 6 | 0 | 3 | 3 | 6  | 9  | -3 |

Legenda:

      Promosso in Lega Nazionale A 2011-2012.
      Relegato in Lega Nazionale B 2011-2012.
Note:

Tre punti a vittoria, uno a pareggio, zero a sconfitta.

### Verdetti
| Lega Nazionale A 2010-2011 | Lega Nazionale A 2010-2011  |
| -------------------------- | --------------------------- |
| Lega Nazionale A           | Rot-Schwarz Thun Zuchwil 05 |
| Lega Nazionale B           | Schlieren Schwyz            |